# Ivor Benson
Pour les articles homonymes, voir Benson.
Ivor Benson est un journaliste, essayiste et animateur de radio sud-africain.

## Biographie
Ivor Benson a commencé sa carrière à Londres sur Fleet Street. En Afrique du Sud, il devient chef assistant éditeur du Rand Daily Mail, et devient célèbre en 1963 comme commentateur de l'actualité au sein de Radio South Africa.
En mai 1964, avant même la déclaration d'indépendance officielle de la Rhodésie du Sud, Benson fut employé comme conseiller en communication par le gouvernement rhodésien de Ian Smith au sein du ministère de l'information, plus exactement pour Pieter Kenyon van der Byl.
Il est également l'auteur de nombreux essais autour du thème de la théorie du complot, particulièrement anticommuniste.
Il est connu pour sa conférence au sein du Swinton Circle en 1983,.
Benson était l'éditeur d'une lettre d'information, Behind the News, et fonda le National Forum.

## Thèmes
Dans son ouvrage This Worldwide Conspiracy, il établit un lien entre capitalisme et communisme dans leur assaut commun contre l'Afrique du Sud.

## Publications
- Zionist Factor: Study of the Jewish Presence in Twentieth-century History, Concord Books, 1986,  (ISBN 0949667994)
- Truth Out of Africa, Concord Books, 1982,  (ISBN 094966734X)
- This worldwide conspiracy, Dolphin Press, 1972
- Behind communism in Africa, Dolphin Press, 1975
- Rhodesia and South Africa: The moment of truth, Dolphin Press, 1977
- A message from southern Africa, Australian League of Rights, 1972
- Know your enemy, South African Broadcasting Corporation, 1963
- The Zionist Factor The Jewish Impact on Twentieth Century History, Millennium; Trade Pbk, 2000 (en) « Texte en ligne »(Archive.org • Wikiwix • Archive.is • Google • Que faire ?)
- The Battle for South Africa, Dolphin Press, 1979
- Rhodesia & South Africa; The Moment Of Truth, Dolphin Press, 1977
- The Opinion Makers, Dolphin, 1967
- A TIME TO SPEAK, The Canadian League of Rights, 1980
- News and newspapers, South African Broadcasting Corp, 1963
- The press and public opinion, South African Broadcasting Corp, 1963
- Undeclared war: The struggle for Africa, Australian League of Rights, 1978
- The problem of an unfree press, Raymond Bamford, 1965
- This age of conflict: The source and technology of illegitimate power, Birka, 1988,  (ISBN 0935036156)

Préface
- Douglas Reed The Controversy of Zion, Veritas, 1985